# Сокол (футбольный клуб, Золочев)
«Сокол» — украинский футбольный клуб, представлявший город Золочев, Львовская область. Выступал в чемпионатах Украины в первой (2002/03) и второй (2000/01 — 2001/02) лигах. С 2003 года выступает в чемпионате Львовской области. Прекратил существование в 2013 году.

В 2015 году восстановлена деятельность клуба.

## Достижения
- Высшее место в чемпионатах Украины — 18-е место первой лиге — 2002/03.
- Обладатель кубка Львовщины — 2000.

## Чемпионаты Украины
| Сезон   | Чемпионат             | Чемпионат | Чемпионат | Чемпионат | Чемпионат | Чемпионат | Чемпионат | Чемпионат | Чемпионат |
| Сезон   | Лига                  | Место     | И         | В         | Н         | П         | РМ        | О         |           |
| ------- | --------------------- | --------- | --------- | --------- | --------- | --------- | --------- | --------- | --------- |
| 2000/01 | Вторая лига, группа А | 2 из 16   | 30        | 20        | 8         | 2         | 48—6      | 68        |           |
| 2001/02 | Вторая лига, группа А | 2 из 18   | 36        | 26        | 5         | 5         | 80—26     | 83        |           |
| 2002/03 | Первая лига           | 18 из 18* | 34        | 4         | 7         | 23        | 23—39     | 19        |           |
| Всего   | 3 чемпионата          |           | 100       | 50        | 20        | 30        | 141—71    | 170       |           |

Примечание: * — после 24 тура команда снялась с соревнований, а в остальных матчах ей засчитано техническое поражение.

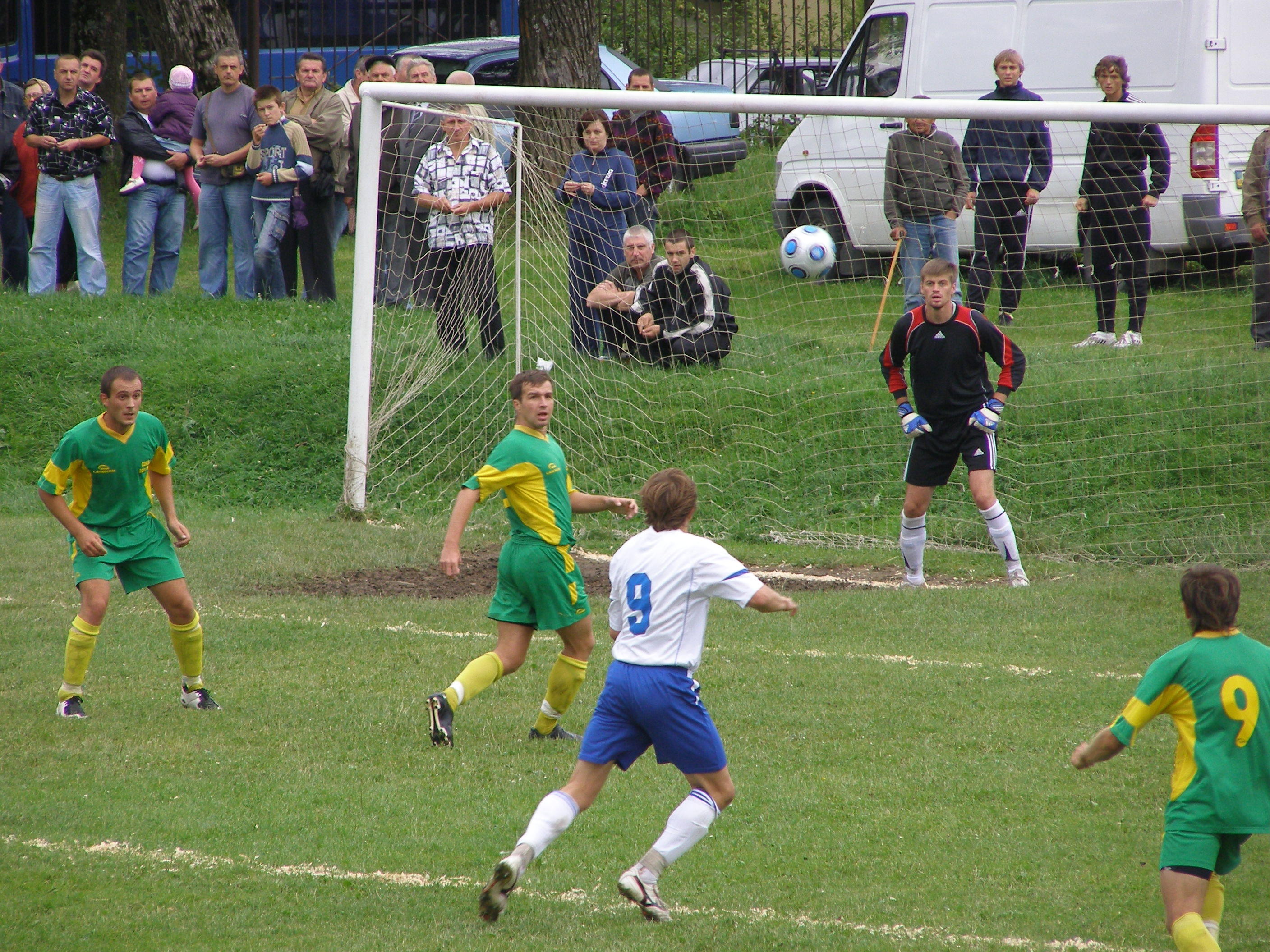
«Сокол» в гостевой игре против «Нафтуси» (Сходница)